# Göröginye
Göröginye (szlovákul: Ohradzany, korábban Ochránce) község Szlovákiában, az Eperjesi kerület Homonnai járásában.

## Fekvése
Homonnától 10 km-re északnyugatra, az Alacsony-Beszkidek déli részén fekszik.

## Története
A régészeti leletek tanúsága szerint a község területén már a késői kőkorban is éltek emberek.
Feltételezések szerint a település egyike a terület legrégibb településeinek, valamikor a 10. század táján keletkezett, de írott forrásban csak 1317-ben jelent meg először („Geregynne” alakban) Károly Róbert király oklevelében. Ekkor a homonnai uradalom tartozéka lett és a 16. századig az is maradt. Templomát már az 1332-ben felvett pápai tizedjegyzék említi. 1550 körül lakói reformátusok lettek. 1557-ben 8 adózó portát számláltak a községben. Később a Csákyak birtoka lett. 1715-ben a faluban két malom működött, 52 házából 20 lakatlan volt.
A 18. század végén Vályi András így ír róla: „GÖRÖGINYE. Tót falu Zemplén Vármegyében, földes Ura G. Csáky Uraság, lakosai katolikusok, fekszik Kárnához 1/2 órányira, hegyes és agyagos határja három nyomásbéli, zabot, és krompélyt terem leg inkább, erdője bikkes, szőleje nints, vagyon határjában egy Vittczócz nevű pusztában lévő erdőtskében G. Csáky Uraságnak szép mulató helye.”
A 19. században a Csákyak mellett az Andrássy és a Máriássy családé. 1828-ban 76 ház állt a faluban.
Fényes Elek 1851-ben kiadott geográfiai szótárában így ír a faluról: „Göröginye, tót falu, Zemplén vmegyében, Homonnához északra 1 1/2 mfdnyire: 561 kath., 13 zsidó lak. Kath. paroch. templom. 1264 hold szántóföld. Erdő. F. u. gr. Csáky László örökösei. Ut. p. Nagy-Mihály.”
Iskoláját 1884-ben alapították.
Borovszky Samu monográfiasorozatának Zemplén vármegyét tárgyaló része szerint: „Göröginye, tót kisközség, 135 házzal és 791 róm. kath. vallású lakossal. Saját postája van, távírója és vasúti állomása pedig Homonna. A homonnai uradalomhoz tartozott s a Drugethek bírták, míg később a gróf Csáky, az Orosz s a Szirmay családoké lett. Most Ehrenheim Ferdinándnénak van itt nagyobb birtoka. 1788-ban a község járási székhely volt. A faluban katholikus templom áll fenn, melynek építési ideje ismeretlen. Ide tartozik Vitézvágás-puszta melyről sokkal régibb adatok szólanak, mint Göröginyéről. Már 1451-ben a Drugethek birtoka és ezután Göröginye sorsában osztozott, mely utóbbi csak az 1598-iki összeírásban szerepel először. Vitézvágásnak a XVIII. században Vitezócz eltótosított neve is volt.”
1920 előtt Zemplén vármegye Homonnai járásához tartozott.
1940. április 16-án hatalmas tűzvész pusztított a faluban, melynek következtében a házak kétharmada leégett.

## Népessége
| Év:            | 1994. | 2004.   | 2014.   | 2024.   |
| -------------- | ----- | ------- | ------- | ------- |
| Emberek száma: | 594   | 619     | 643     | 614     |
| Eltérés:       |       | +4,20 % | +3,87 % | -4,51 % |

| Év:            | 2023. | 2024.   |
| -------------- | ----- | ------- |
| Emberek száma: | 615   | 614     |
| Eltérés:       |       | -0,16 % |

1910-ben 973-an, többségében lengyelek lakták, jelentős szlovák kisebbséggel.
2001-ben 622 lakosából 607 szlovák volt.
2011-ben 640 lakosából 625 szlovák.

## Nevezetességei
- A Nagyboldogasszony tiszteletére szentelt római katolikus templomát 1939-ben építették.

## Híres emberek
- Itt született 1934. március 2-án Alojz Tkáč kassai érsek.